# Арамбашића кућа у Шапцу
Арамбашића кућа у Шапцу, налази се у улици Карађорђевој бр. 13. Кућу је за своје потребе подигао познати шабачки трговац Ђорђе Ђока Арамбашић, унук славног команданта Станка Арамбашића, крајем 19. века. Представља непокретно културно добро као споменик културе од великог значаја.
Заједно са Крсмановића кућом била је доминантна у овом делу града, некада познатом као Велика пијаца. У приземном делу, лево и десно од централног улаза је по један локал намењен трговини. Таква намена је задржана и после Другог светског рата. У новије време зграда је припала Епархији шабачкој.

## Архитектура
Репрезентативна спратна грађевина сазидана је у неоренесансном стилу. Има велики тимпанон изнад широко схваћеног ризалита који доминира централним делом здања и на коме се истиче конзолно постављен балкон са оградом од балустера. Натпрозорни тимпанони, као и централни, украшени су декоративном пластиком флоралне инспирације и иницијалима “Ђ. А.”, изведеним у штуку.
Изнад тимпанона, у врху атике, постављене су две слободне скулптуре. Зграда је скоро у целости сачувала првобитни изглед, углавном спратног дела.